# Energiekörper
Als Energiekörper oder Aura (zu altgriechisch αὔρα ‚Lufthauch‘) eines Menschen wird in verschiedenen esoterischen Publikationen eine Ausstrahlung bezeichnet, die für psychisch oder anderweitig entsprechend empfindsame („synästhetische“ oder „sichtige“) Menschen als Farbspektrum, das den Körper wolken- oder lichtkranzartig umgibt, wahrnehmbar sein soll.
Nach Ansicht der meisten Vertreter der Energiekörperlehre besteht dieser aus mehreren Schichten, die eng mit den Chakren des Menschen verknüpft sind und mit den Überlegungen zur Feinstofflichkeit in Bezug stehen. Häufig ist daher die Ansicht, die Aura des Menschen bestehe aus sieben Schichten, die den sieben Hauptchakren entsprechen. Manche Schichtenkonzepte weichen davon ab. So gibt es verschiedene Systeme, in denen drei bis neun Schichten beschrieben werden.
Naturwissenschaftlich lassen sich solche Energiekörper und deren behauptete Wirkung nicht darstellen. Auch die angenommene Ausstrahlung eines Lichtkranzes, die manchmal mittels Kirlianfotografie abgebildete Koronaentladung, ist nicht naturwissenschaftlich nachgewiesen. Die Geistheilerin Barbara Ann Brennan beschreibt die Aura als System von neun Körpern. Der Begriff Aura findet sich auch in der Anthroposophie.

## Astralleib in der vedischen Philosophie
Im Verständnis der Vedanta gliedert sich der Mensch in drei Körper und fünf Hüllen (Pancha Koshas Sanskrit पञ्च pañca, deutsch ‚fünf‘ und Sanskrit कोश kośa, deutsch ‚Behältnis’ ‚Eimer‘ ‚Gefäß‘ ‚Schatztruhe‘ ‚Faß‘‘) auf.
- Die Körper und die beinhaltenden Hüllen:
  - physischer Körper (Sthula Sharira), das ist die Nahrungshülle (Annamaya Kosha).
  - Astralkörper (Sukshma Sharira bzw. Linga Sharira), besteht aus der Energiehülle (Pranamaya Kosha), der geistig-emotionalen Hülle (Manomaya Kosha) und der intellektuellen Hülle (Vijnanamaya Kosha oder Buddhimaya Kosha)
  - Kausalkörper (Karana Sharira), bestehend aus der Wonnehülle (Anandamaya Kosha)

Dabei sind Lingasharira (zu Sanskrit लिङ्गशरीर liṅga-śarīra, deutsch ‚strahlend, leuchtender Körper‘), eine weitere Bezeichnung ist Sukshma Sharira (Sanskrit सूक्ष्मशरीर sūkṣma-śarīra, deutsch ‚feinstofflicher Körper‘) Teil eines im Umfeld der vedischen Philosophie bzw. Religionen geteilten Vorstellung eines Modells der drei Körper und deren fünf Hüllen (Koshas, siehe auch Geschichte des Hinduismus).
In dieser Vorstellung scheidet sich der physische, grobstoffliche Körper (Sthula Sharira Sanskrit स्थूलशरीर sthūla-śarīra) von einem feinstofflichen Körper oder Astralkörper (Sukshma Sharira bzw. Linga Sharira) und den Kausalkörper Karana Sharira (Sanskrit कारणशरीर kāraṇa-śarīra) ab.

## Reiki
Im westlichen Reiki werden meist die vier Ebenen ätherische Aura (Ätherkörper), emotionale Aura (Emotionalkörper, Gefühlskörper oder Astralleib), mentale Aura (Mentalkörper) und spirituelle Aura (spiritueller Körper, Kausalkörper) unterschieden. Im älteren japanischen Reiki wird mit dem dreiteiligen Dantian-/Hara-Modell gearbeitet.